# Otto Rudolf Haas
Otto Rudolf Haas (* 13. Dezember 1878 in Köln; † 23. Januar 1956 in Sinn) war ein deutscher Unternehmer in der Stahlindustrie.

## Leben
Geboren als Sohn des Unternehmers Hermann Albert Haas (Nachfahre von Johann Daniel Haas), erlangte Otto Rudolf Haas das Abitur an einem Kölner Gymnasium. Er studierte Rechtswissenschaft an der Eberhard-Karls-Universität Tübingen, der Friedrich-Wilhelms-Universität Berlin und der Rheinischen Friedrich-Wilhelms-Universität Bonn. 1899 wurde er Mitglied des Corps Suevia Tübingen. Das Referendariat absolvierte er in Köln. 1906 wurde er nach dem bestandenen zweiten juristischen Staatsexamen zum Regierungsassessor ernannt. An der Eberhard-Karls-Universität Tübingen wurde er 1908 zum Dr. jur. promoviert. 1916 wechselte er vom Staatsdienst in das von seinem Urgroßvater und Großvater begründete Unternehmen Neuhoffnungshütte W. Ernst Haas & Sohn KG, deren Leitung er als geschäftsführender Gesellschafter übernahm. Die Neuhoffnungshütte bei Sinn betrieb Eisensteinbergbau sowie eine Eisengießerei mit Herd- und Ofenfabrikation, Puddel- und Walzwerk, Hufeisenfabrik, Stangenblankzieherei, Drahtzieherei, Drahtstiftenfabrik und Blech- und Kupferschmiede für Kesselöfen. Unter seiner Ägide wurden während des Zweiten Weltkriegs Heizöfen für Bunkeranlagen und Mörser z. B. der Granatwerfer 34 hergestellt.

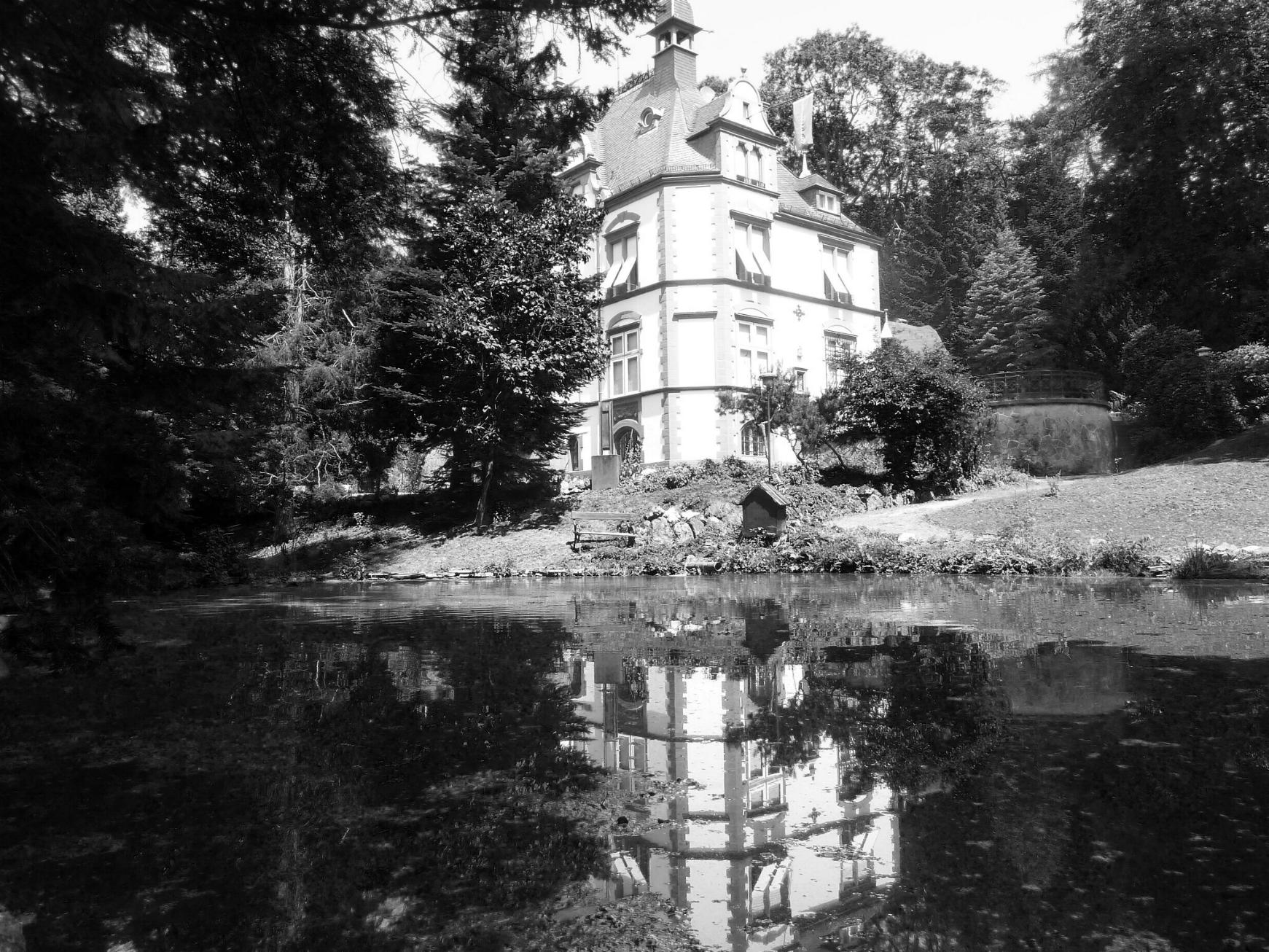
Villa Haas in Sinn

Er bewohnte den Familiensitz Villa Haas in Sinn für drei Jahrzehnte und später das unternehmenseigene Wohlfahrtshaus, in dem sich auch der Kindergarten und die Wohnung der Gemeindeschwester Dora Gerhard befanden. Im Volksmund „Onkel Otto“ genannt, war er als „Original“ Ursprung vieler Anekdoten. Zu seinen oftmals skurrilen Späßen gehörte z. B., dass er sich bei der Gestaltung der Familiengruft in das für ihn vorgesehene Grab legte, um zu testen, ob es ihm denn auch später passe.

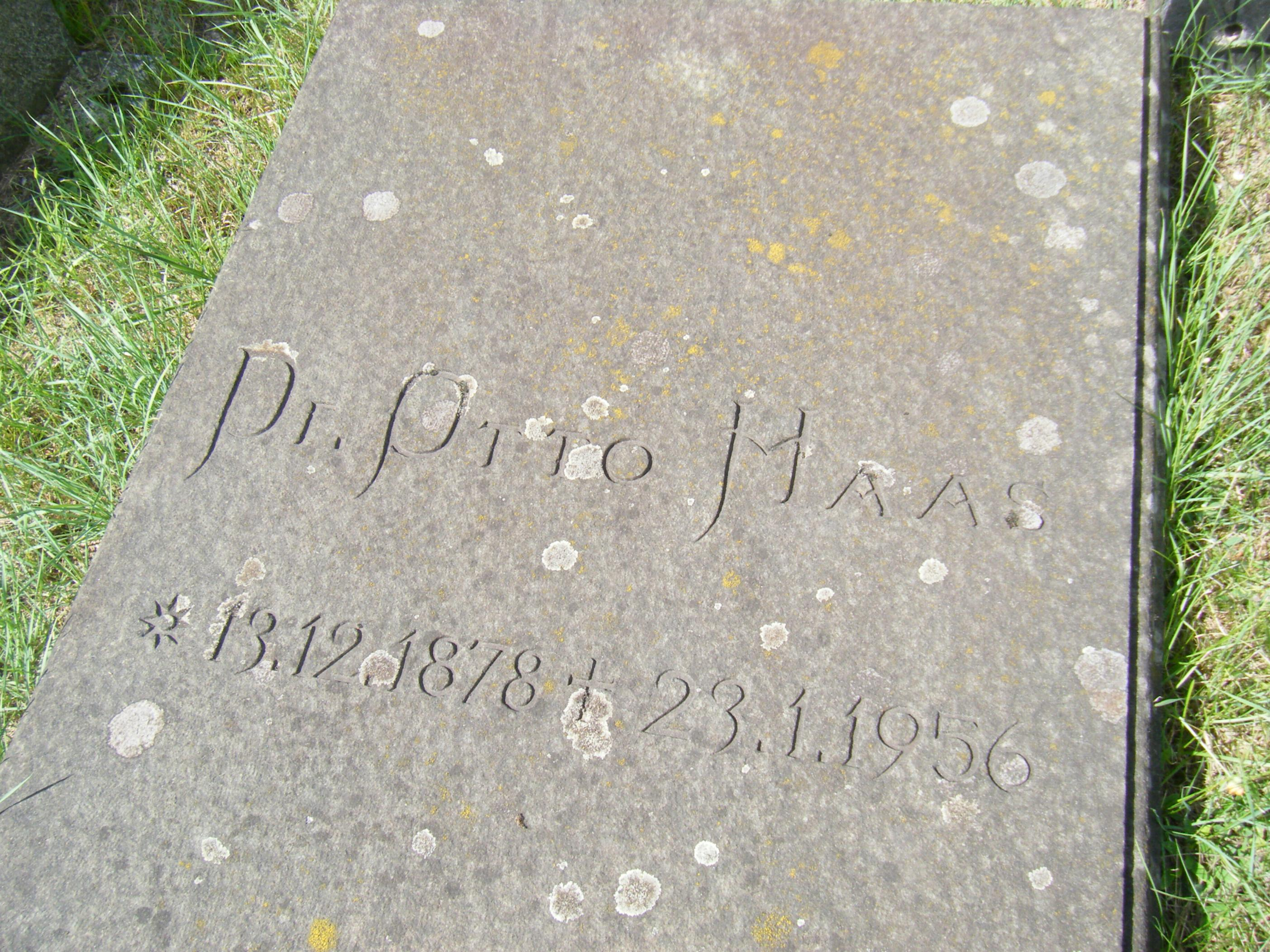
Grabplatte von Otto Rudolf Haas auf dem alten Sinner Friedhof

Haas war Vorstandsmitglied des örtlichen Arbeitgeberverbands und Präsident der Industrie- und Handelskammer Dillenburg von 1945 bis 1948, die ein Vorfahr, der Hüttenbesitzer Friedrich Haas, 1865 mitbegründet hatte.

## Ehrungen
Nach ihm wurde die Ottostraße in Sinn benannt.